# John Montagu-Douglas-Scott (7. książę Buccleuch)

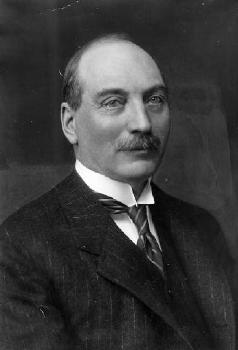
John Charles Montagu-Douglas-Scott

John Charles Montagu-Douglas-Scott KT, GCVO (ur. 30 marca 1864 w Londynie, zm. 18 października 1935 w Selkirk) – brytyjski arystokrata syn Williama Montagu-Douglasa-Scotta, 6. księcia Buccleuch, i lady Louisy Jane Hamilton, córki 1. księcia Abercorn. Jego chrzest miał miejsce 21 maja 1864 r. w Opactwie Westminsterskim.
Buccleuch był posiadaczem wielu tytułów i godności: kapitana Królewskiej Kompanii Łuczników, oficera Royal Navy, kawalera Orderu Ostu i Królewskiego Orderu Wiktoriańskiego, Lordem Namiestnikiem Dumfries, honorowym pułkownikiem 78. polowej brygaty Królewskiej Artylerii (1929 r.), 7. księciem Buccleuch i 9. księciem Queensberry (od 1914 r.) i członkiem Izby Gmin jako reprezentant okręgu Roxburghshire (w latach 1895-1906).
30 stycznia 1893 r. w Londynie John poślubił lady Margaret Alice Bridgeman (20 stycznia 1872 – 7 sierpnia 1954), córkę George’a Bridgemana, 4. hrabiego Bradford i lady Idy Lumbley. John i Margaret mieli razem trzech synów i pięć córek:
- Margaret Ida Montagu-Douglas-Scott (13 listopada 1893 – 17 grudnia 1976), poślubiła Geoffreya Alana Brooke’a Hawkinsa. Małżonkowie nie mieli razem dzieci
- Walter John Montagu-Douglas-Scott (30 grudnia 1894 – 4 października 1973), 8. książę Buccleuch i 10. książę Queensberry
- William Walter Montagu-Douglas-Scott (17 stycznia 1896 – 30 stycznia 1958)
- Sybil Anne Montagu-Douglas-Scott (14 lipca 1899 – 1990), żona Charlesa Bathursta Hele Phippsa i miała dzieci
- Alicja Christabel Montagu-Douglas-Scott (25 grudnia 1901 – 29 października 2004), żona Henryka Windsora, księcia Gloucester
- Mary Theresa Montagu-Douglas-Scott (4 marca 1904 – czerwiec 1984), żona Davida Cecila, 6. markiza Exeter
- Angela Montagu-Douglas-Scott (26 grudnia 1906 – 28 sierpnia 2000), żona wiceadmirała sir Petera Dawnaya i miała dzieci
- George Francis John Montagu-Douglas-Scott (8 lipca 1911 – 8 czerwca 1999)